# موسیقی در اسپانیا

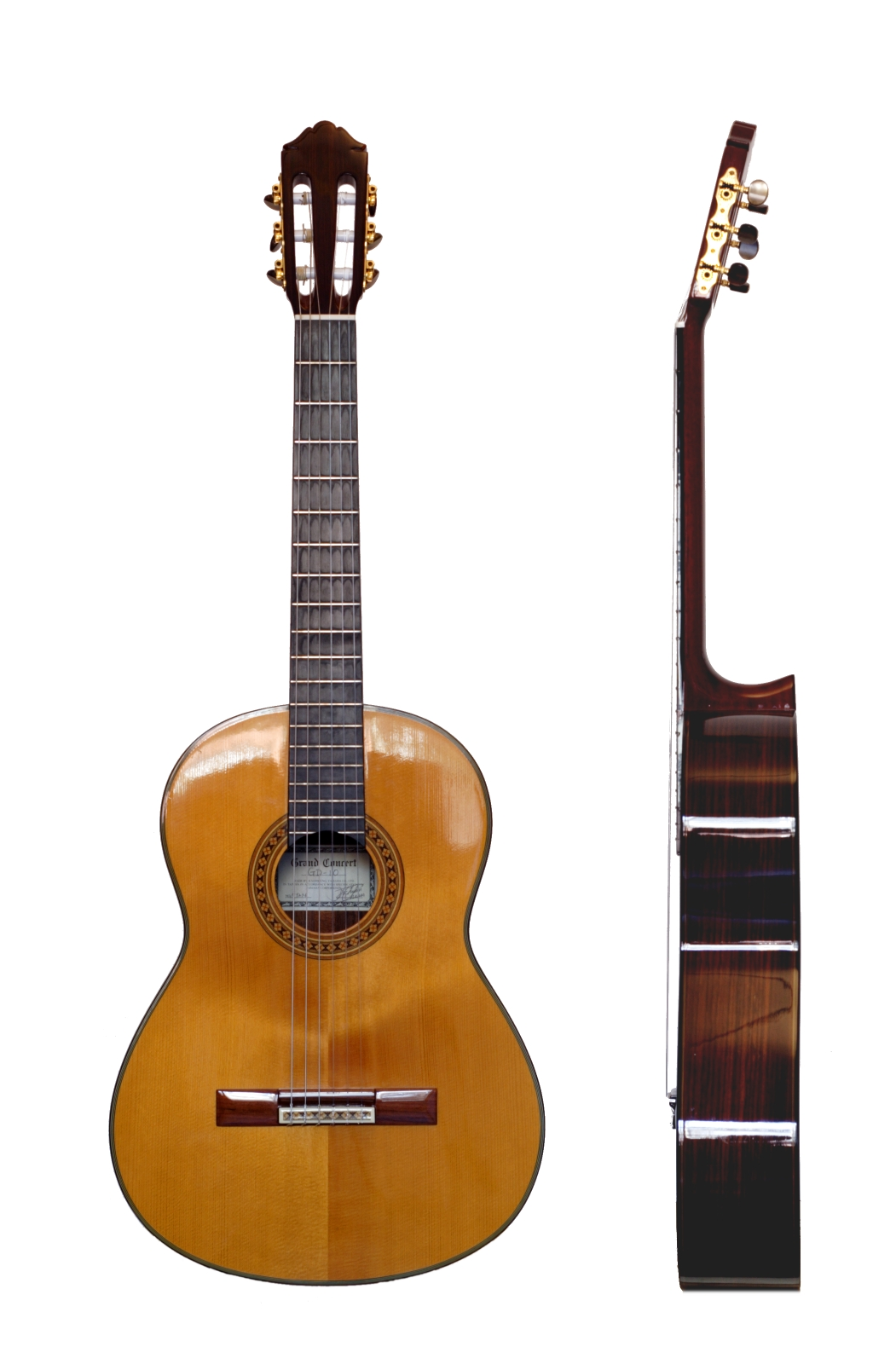
گیتار مدرن کلاسیک در اسپانیا اختراع شد

موسیقی در اسپانیا سابقه بسیار طولانی و قدیمی دارد. اسپانیا نقش مهمی در توسعه موسیقی غربی داشته است و تأثیر زیادی بر موسیقی آمریکای لاتین نیز گذاشته است. موسیقی اسپانیایی اغلب با سبک‌های سنتی مانند فلامنکو و گیتار کلاسیک همراه است و شناخته می‌شود. سبک‌های موسیقی و رقص‌های سنتی بسیاری در سراسر مناطق اسپانیایی‌زبان وجود دارد. برای مثال، موسیقی نواحی شمال غربی اسپانیا به‌شدت متکی به نی‌انبان است، خوتا در مرکز و شمال معروف است و فلامنکو از جنوب این کشور منشأ گرفته است.
موسیقی اسپانیایی نقش قابل توجهی در پیشرفت‌های موسیقی کلاسیک غربی، از قرن پانزدهم تا اوایل قرن هفدهم میلادی ایفا کرده است. گستردگی نوآوری موسیقی را می‌توان در آهنگسازانی مانند توماس لوئیس د ویکتوریا، سبک‌هایی مانند زارزوئلا اپرای اسپانیایی، باله مانوئل د فایا و موسیقی گیتار کلاسیک فرانسیسکو تارگا مشاهده کرد. امروزه، در اسپانیا و مناطق دیگر، سبک‌های مختلف موسیقی عامه‌پسند  غالب است و موسیقی سنتی و فولکلور رو به فراموشی می‌رود.

## خاستگاه موسیقی اسپانیا

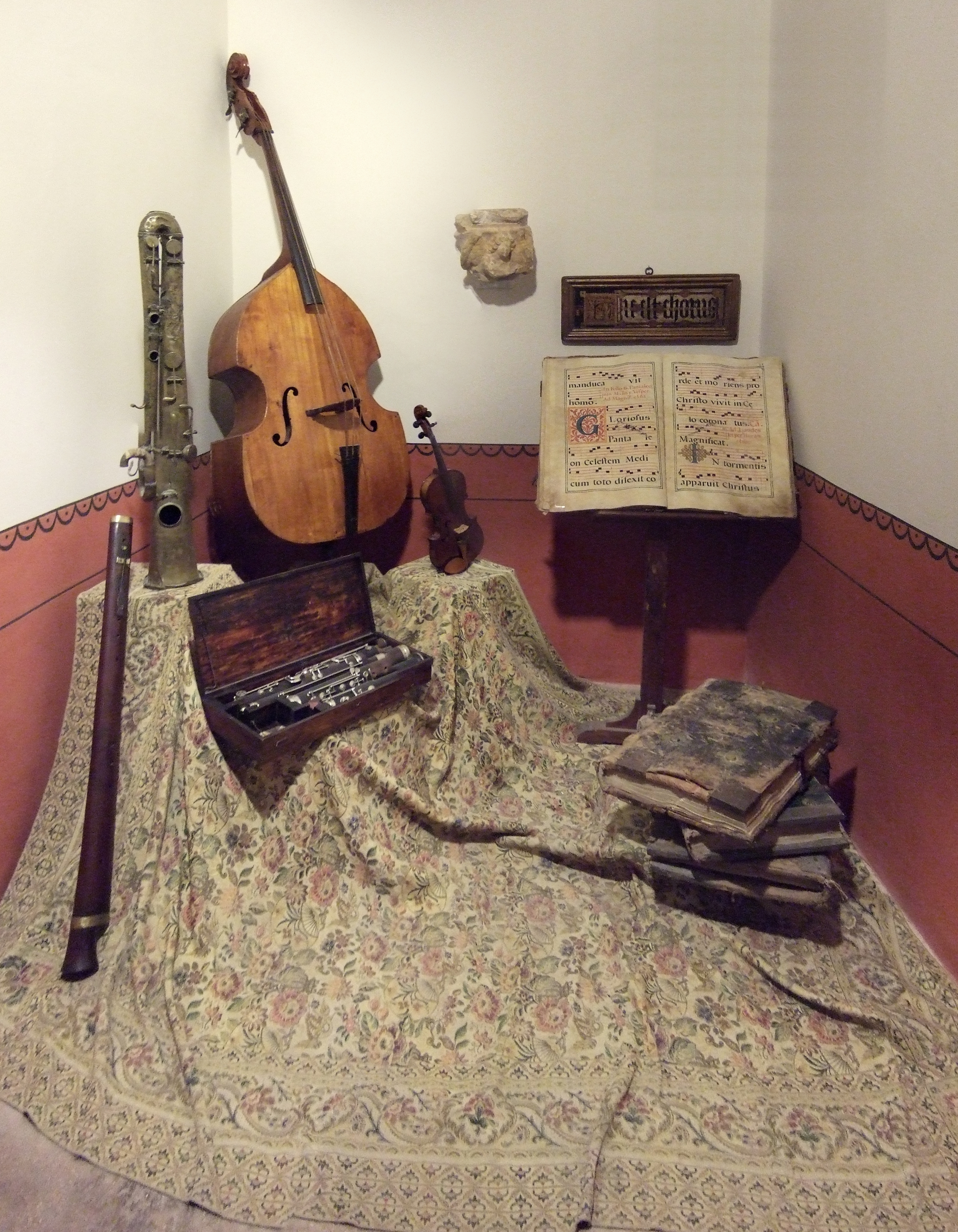
آلات موسیقی در موزه اسقفی آلباراسین

شبه‌جزیره ایبری تأثیرات مختلف موسیقی از سراسر دریای مدیترانه و سراسر اروپا داشته است. در دو قرن پیش از دوران مسیحیت، روم باستان با خود موسیقی و اندیشه‌های یونان باستان را به این منطقه آورد. مسیحیان، اولین نسخه‌های از موسیقی مذهبی یا کلیسا را رواج دادند، در دوران اوج امپراتوری روم ویزیگوت‌ها، یک قوم ژرمنی رومی‌شده، که پس از سقوط امپراتوری روم، کنترل شبه‌جزیره را به‌دست گرفتند وارد این منطقه شدند. از طرف دیگر موروها و یهودیان در قرون وسطی پا به این شبه‌جزیره گذاشتند، بیش از دو هزار سال تأثیرات و تحولات درونی و بیرونی در این منطقه باعث شده است تعداد زیادی سنت‌های موسیقی منحصربه‌فرد را به این منطقه بکشاند.

## دوره قرون وسطی

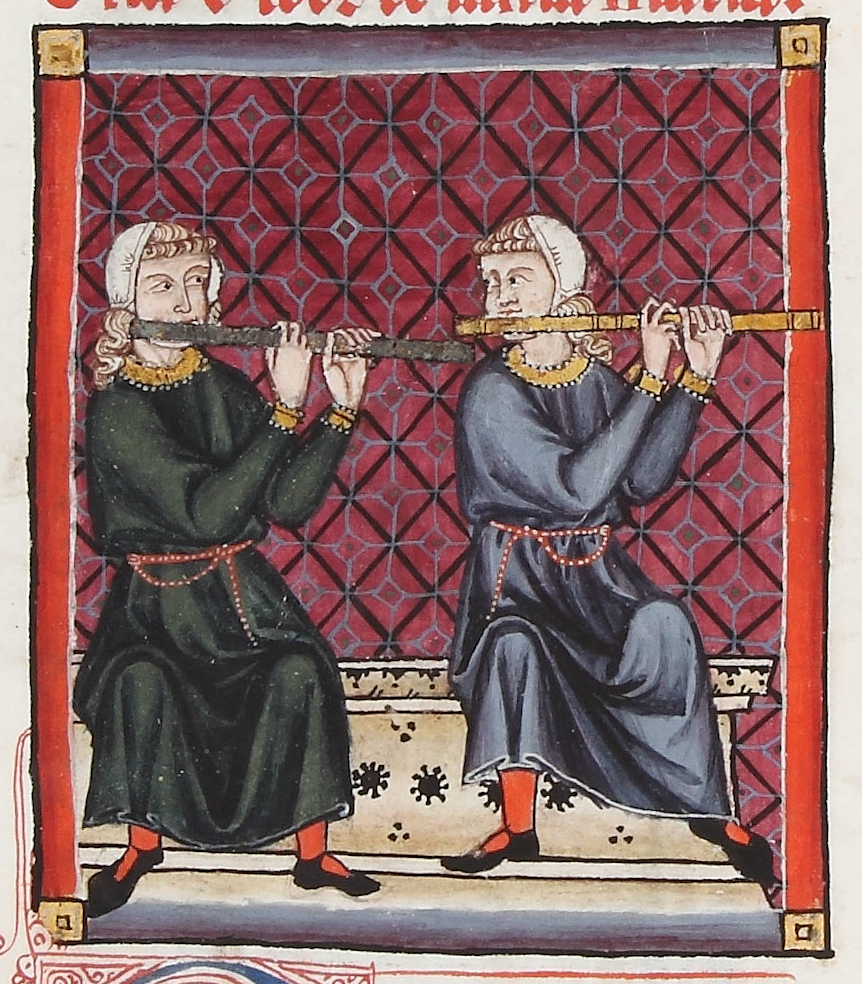
آهنگ های سانتا ماریا در دوره قرون وسطی

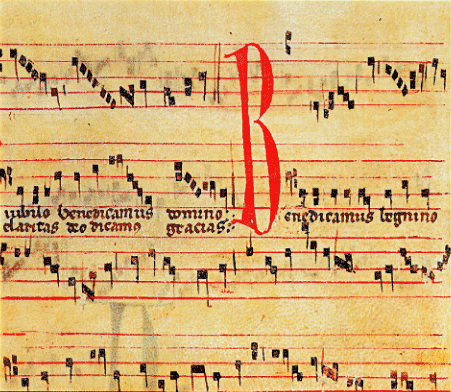
نسخه خطی موسیقی اسپانیایی قرون وسطایی، در حدود ۱۳۰۰ پس از میلاد.

ایزیدور سویل در مورد موسیقی فولکلور اسپانیا در قرن ششم نوشت: تأثیرات او عمدتاً یونانی بود، و با این حال او یک متفکر اصلی بود و برخی از اولین جزئیات را در مورد موسیقی اولیه کلیسای مسیحی ثبت کرد. او احتمالاً در تاریخ موسیقی به دلیل اعلام عدم امکان نت‌نویسی صداها مشهور است، ادعایی که ناآگاهی او را از سیستم نت‌نویسی یونان باستان آشکار می‌کند و نشان می‌دهد که این دانش با سقوط امپراتوری روم در غرب از بین رفته است.

## دوره رنسانس و باروک

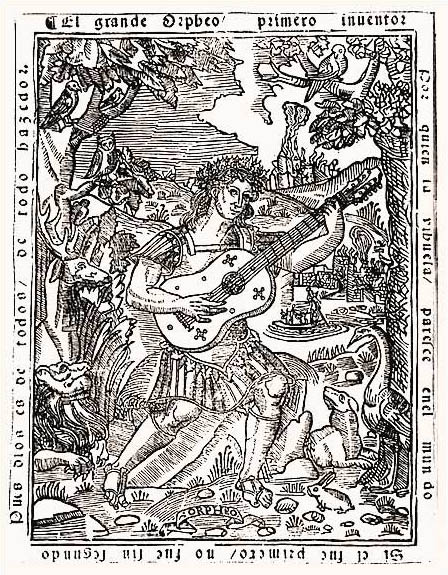
اورفئوس در حال نواختن vihuela. پیشانی اثر معروف "استاد" لوئیس دی میلان، ۱۵۳۶.

در اوایل رنسانس، ماتئو فلچا ال ویجو و نمایشنامه‌نویس کاستیلیایی، خوان دل انسینا در میان آهنگسازان اصلی دوره پس از آرس نوا (عصر جدید هنر) قرار گرفتند.
کتاب‌های موسیقی های رنسانس شامل کتاب آهنگ قصر، کتاب ترانه مدیناسلی، کتاب آهنگ اوپسالا (که در کتابخانه 
کارولینا ردیووا نگهداری می‌شود)، کتاب آهنگ کلمبیا، و کتاب ترانه سابلونارا بعدی می‌شد. آنتونیو د کابزون ارگ نواز به دلیل آهنگسازی و استادی در کیبورد خود متمایز بود.

## قرن ۱۸ تا ۲۰

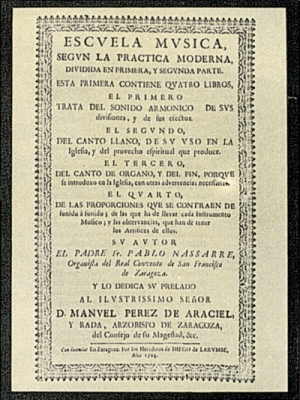
جلد اول کتاب: «آموزشگاه موسیقی بر اساس تمرین مدرن» منتشر شده در ۱۷۲۳-۱۷۲۴

در پایان سده هفدهم میلادی، فرهنگ موسیقی کلاسیک در اسپانیا رو به افول بود و تا اوایل سده نوزدهم میلادی به همین شکل باقی می ماند. کلاسیک گرایی زمانی وارد در اسپانیا شد که هنرمندانی مانند آنتونیو سولر، از نمونه آثار هنرمندان ایتالیایی الهام گرفتند. 
برخی از آهنگسازان برجسته ایتالیایی مانند دومنیکو اسکارلاتی و لوئیجی بوکرینی در دربار سلطنتی مادرید منصوب شدند.  خوان کریستومو آریاگا که عمر کوتاهی داشت به عنوان آغازگر اصلی سبک سمفونیک رمانتیک در اسپانیا شناخته میشود.

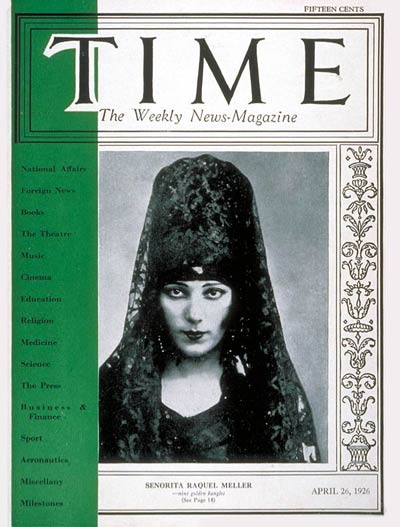
راکل ملر روی جلد ۲۶ آوریل ۱۹۲۶ تایم.